# Lomaria intermedia
Lomaria intermedia là một loài dương xỉ trong họ Blechnaceae. Loài này được Col. mô tả khoa học đầu tiên năm 1887.
Danh pháp khoa học của loài này chưa được làm sáng tỏ. 